# ريسز
حلويات رِيسَزْ بزبدة الفول السوداني(بالإنجليزية: Reese's Peanut Butter Cups)‏ هي العلامة التجارية الأكثر مبيعا في الولايات المتحدة وهي تتكون من وعاء من الشوكولاتة بالحليب أو البيضاء أو الداكنة وحشوة من زبدة فول سوداني، تسوّقها شركة هيرشي. اخترعها أيتش بي ريس (H. B. Reese)، وهو مزارع ألبان من عمال ميلتن هيرشي، مؤسس شركة هيرشي.